# 다프네올드필드쥐
다프네올드필드쥐(Thomasomys daphne)는 비단털쥐과에 속하는 설치류이다. 볼리비아와 페루에서 발견된다.